# Wahlkreis Dresden 1 (2004–2009)
Der Wahlkreis Dresden 1 (Wahlkreis 43) war ein Landtagswahlkreis in Sachsen. Er war einer von sechs Dresdner Landtagswahlkreisen und umfasste den gesamten Stadtbezirk Plauen sowie vom Stadtbezirk Prohlis die statistischen Stadtteile Leubnitz-Neuostra, Strehlen und Reick. Bei der letzten Landtagswahl (im Jahr 2009) waren 65.634 Einwohner wahlberechtigt.

## Wahl 2009
| Amtliches Endergebnis der Landtagswahl am 30. August 2009 in Sachsen im Wahlkreis 043 Dresden 1 (Ergebnisse in Prozent) |

| Direktkandidat      | Partei          | Erststimmen in % | Zweitstimmen in % |
| ------------------- | --------------- | ---------------- | ----------------- |
| Aline Fiedler       | CDU             | 33,2             | 37,2              |
| Julia Bonk          | Die Linke       | 19,8             | 17,8              |
| Albrecht Pallas     | SPD             | 13,4             | 12,4              |
| Arne Schimmer       | NPD             | 3,7              | 3,8               |
| Holger Zastrow      | FDP             | 14,8             | 10,2              |
| Anne-Katrin Olbrich | GRÜNE           | 13,8             | 11,8              |
| -                   | Tierschutz      | -                | 1,4               |
| -                   | PBC             | -                | 0,1               |
| Thomas Born         | BüSo            | 1,7              | 0,4               |
| -                   | DSU             | -                | 0,1               |
| -                   | REP             | -                | 0,1               |
| -                   | Freie Sachsen   | -                | 0,9               |
| -                   | FP Deutschlands | -                | 0,0               |
| -                   | Humanwirtschaft | -                | 0,1               |
| -                   | Piraten         | -                | 3,7               |
| -                   | SVP             | -                | 0,1               |

## Wahl 2004
Die Landtagswahl 2004 hatte folgendes Ergebnis:
| Direktkandidat     | Partei         | Erststimmen in % | Zweitstimmen in % |
| ------------------ | -------------- | ---------------- | ----------------- |
| Andreas Lämmel     | CDU            | 36,2             | 40,0              |
| Barbara Lässig     | PDS            | 27,6             | 23,2              |
| Albrecht Leonhardt | SPD            | 10,9             | 9,6               |
| Mona Scholz-Kluge  | GRÜNE          | 9,6              | 10,8              |
| Matthias Hahn      | NPD            | 5,1              | 5,3               |
| Holger Zastrow     | FDP            | 8,4              | 6,5               |
| -                  | DSU            | -                | 0,2               |
| -                  | PBC            | -                | 0,3               |
| -                  | GRAUE          | -                | 1,3               |
| Thomas Rottmair    | BüSo           | 1,4              | 0,7               |
| -                  | AUFBRUCH       | -                | 0,4               |
| -                  | DGG            | -                | 0,3               |
| -                  | Tierschutz     | -                | 1,3               |
| Gerald Herrmann    | Bürgerbewegung | 0,7              | -                 |